# Jaume Collet-Serra
Jaume Collet-Serra, né le 23 mars 1974 à Sant Iscle de Vallalta, en Espagne, est un réalisateur et producteur hispano-américain[source secondaire souhaitée].

## Biographie

### Carrière
En 2005, le producteur Joel Silver l'engage pour réaliser le film d'horreur La Maison de cire, remake de L'Homme au masque de cire sorti en 1953. Malgré des critiques assez négatives, le film est un succès financier. Deux ans plus tard, il dirige la suite de Goal! : Goal 2 : La Consécration.
En 2009, il retrouve Joel Silver et sa société Dark Castle Entertainment, pour un nouveau film d'horreur : Esther. En 2011, il dirige Liam Neeson dans le thriller Sans Identité, d'après le roman français Hors de moi de Didier van Cauwelaert. Après une petite parenthèse télévisée, il retrouve Liam Neeson pour un autre thriller, Non-Stop. Il retrouvera ensuite l'acteur pour une 3e collaboration : Run All Night.
Le 31 juillet 2017, Walt Disney Pictures engage Jaume Collet-Serra pour diriger le film Jungle Cruise, adapté de l'attraction du même nom, avec Dwayne Johnson,.

## Filmographie

### Réalisateur
- 2005 : La Maison de cire (House of Wax)
- 2007 : Goal 2 : La Consécration (Goal II: Living the Dream)
- 2009 : Esther
- 2011 : Sans identité (Unknown)
- 2012 : The River - saison 1, épisodes 1 et 2
- 2014 : Non-Stop
- 2015 : Night Run (Run All Night)
- 2016 : Instinct de survie (The Shallows)
- 2018 : The Passenger (The Commuter)
- 2021 : Jungle Cruise
- 2022 : Black Adam
- 2024 : Carry-On
- 2025 : The Woman in the Yard
- prochainement : reboot de Cliffhanger Date sujette à modification

### Producteur / producteur délégué
- 2012 : The River - saison 1, épisode 1
- 2013 : Hooked Up (en) de Pablo Larcuen
- 2013 : Mindscape de Jorge Dorado
- 2014 : Eden de Shyam Madiraju
- 2014 : Curve d'Iain Softley
- 2018 : Reverie - saison 1, épisode 1
- 2020 : Horizon Line de Mikael Marcimain
- 2023 : Retribution de Nimród Antal
- 2024 : Carry-On de lui-même